# Una strana coppia di sbirri
Una strana coppia di sbirri (Freebie and the Bean) è un film statunitense del 1974 diretto da Richard Rush, interpretato da James Caan e Alan Arkin.
Valerie Harper è stata nominata al Golden Globe come miglior attrice debuttante.

## Trama
Due poliziotti di San Francisco dopo tanto tempo hanno le prove per incastrare un boss della mafia ma attraverso un informatore della polizia vengono a sapere che la vita del boss è minacciata da alcuni sicari assoldati per eliminarlo.

## Curiosità
- Nella versione italiana i nomi dei due protagonisti sono stati cambiati in Flipper (Freebie) e Chico (Bean).
- Quentin Tarantino l'ha definito "niente meno che un capolavoro", mentre Stanley Kubrick come il miglior film del 1974.

## Serie televisiva
Il film generò una serie televisiva, Freebie e Bean, trasmessa sulla CBS dal 1980 al 1981.